# 安肃镇
安肃镇，是中华人民共和国河北省保定市徐水区下辖的一个乡镇级行政单位。

## 行政区划
安肃镇下辖以下地区：
城内村、北孤庄营村、中孤庄营村、南孤庄营村、北下关村、北上关村、南关村、南城村、何家店村、青庙营村、十里铺村、黄土岗村、西于庄村、东于庄村、东王庄村、三岔口村、凌角桥村、小辛庄村、小寺各庄村、八四村、南梨园村、迁民庄村、高庄村、北梨园村、商庄村、沿村、南徐城村、北徐城村、前所营村、岳家营村、南张丰村、仁里村、双营村、沿公村、王马村、义合庄村、坟台村、西张丰村、东张丰村、巨威社区、馨园社区、海华社区、金屿社区、复宁社区、尚城社区、礼堂社区、永兴社区、景丰社区、物探局街道社区、物探局机械厂社区、物探仪器厂社区、内燃机厂社区、驻徐某部队、徐水一中社区、综合高中社区、安居社区、源祥社区、医院社区、鸿雁社区、欧韵社区和泰昌社区。

## 交通
- 京广铁路、津保铁路：徐水站